# Janík
Janík – wieś (obec) na Słowacji położona w kraju koszyckim, w powiecie Koszyce-okolice. Pierwsze wzmianki o miejscowości pochodzą z roku 1285. 
Według danych z dnia 31 grudnia 2012, wieś zamieszkiwało 587 osób, w tym 301 kobiet i 286 mężczyzn.
W 2001 roku rozkład populacji względem narodowości i przynależności etnicznej wyglądał następująco:
- Słowacy – 35,15%
- Czesi – 0,18%
- Romowie – 0,18%
- Ukraińcy – 0,36%
- Węgrzy – 63,75%

Ze względu na wyznawaną religię struktura mieszkańców kształtowała się w 2001 roku następująco:
- Katolicy rzymscy – 85,61%
- Grekokatolicy – 4,74%
- Prawosławni – 0,18%
- Ateiści – 1,64%
- Nie podano – 0,55%